# Juana (nombre)
Juana es un nombre propio femenino teofórico de origen hebreo (יוחנה YWḥānāh - יהוחנה YHWhānāh, griego  Ἰωάννα , latín Jōanna) y significa «Yahveh ha favorecido», en este caso tiene a YHWH como patrón teofórico y Ana como raíz. El otro caso es algo muy común que se presenta en el idioma español, este heredado del latín, donde la forma femenina se desprende del nombre del varón como Claudia que deriva de Claudius y Juana derivaría de Juan (יוחנן YWḥānnān) 'Yahveh es Misericordioso'.
Las diferentes transcripciones de YHWH Yahu/Yaho/Yu/Yo y Hānāh se derivó en nombres como Joanna, Jan, Jane, Janet, Janice, Jean, Jeanne Juana, Ivana o Iwana.

## Santoral
- 4 de febrero: Santa Juana de Valois, duquesa de Berry.
- 28 de marzo: Santa Juana
- 30 de mayo: Santa Juana de Arco
- 24 de junio . San Juan

## Variantes
- Masculino: Juan